# NGC 2943
NGC 2943 is een elliptisch sterrenstelsel in het sterrenbeeld Leeuw. Het hemelobject werd op 1 april 1864 ontdekt door de Duitse astronoom Albert Marth.

## Synoniemen
- UGC 5136
- MCG 3-25-11
- ZWG 92.19
- PGC 27482